# Bathyarca inaequalis
Bathyarca inaequalis är en musselart som först beskrevs av Dall 1927.  Bathyarca inaequalis ingår i släktet Bathyarca och familjen Arcidae. Inga underarter finns listade i Catalogue of Life.